# Rutenato di stronzio
Il rutenato di stronzio è un ossido di stronzio e rutenio con formula chimica Sr2RuO4. È stato il primo superconduttore di perovskite segnalato che non contenente rame. Il rutenato di stronzio è strutturalmente molto simile ai superconduttori cuprati ad alta temperatura, e, in particolare, è quasi identico al superconduttore drogato con lantanio (La, Sr)2CuO4. Tuttavia, il punto critico per la transizione di fase superconduttrice è 0,93 K (circa 1,5 K per il miglior campione), che è molto inferiore al valore corrispondente per i cuprati.
La struttura della perovskite può essere dedotta in base alle misurazioni della diffrazione dei raggi X della polvere; le costanti di reticolo sono {\displaystyle a=387\,\mathrm {pm} } e {\displaystyle c=1274\,\mathrm {pm} }. Il rutenato di stronzio si comporta come un liquido di Fermi convenzionale a temperature inferiori a 25 K.

## Superconduttività
La superconduttività nel rutenato di stronzio è stata osservata per la prima volta da Yoshiteru Maeno e dal suo gruppo nel 1994 quando stavano cercando superconduttori ad alta temperatura con strutture simili ai cuprati. A differenza dei cuprati, il rutenato di stronzio mostra superconduttività anche in assenza di drogaggio. È stato dimostrato che il parametro dell'ordine dei superconduttori nel rutenato di stronzio mostra segni di rottura della simmetria di inversione temporale e, quindi, può essere classificato come un superconduttore non convenzionale.
Si ritiene che il rutenato di stronzio sia un sistema abbastanza bidimensionale, con la superconduttività che si verifica principalmente sul piano Ru-O. La struttura elettronica del rutenato di stronzio è caratterizzata da tre bande derivate dagli orbitali {\displaystyle 4d\,t_{2g}} del Ru, ovvero le bande {\displaystyle \alpha ,\,\beta } e {\displaystyle \gamma }, di cui la prima è simile a un buco mentre le altre due sono simili a un elettrone. Tra questi, la banda {\displaystyle \gamma } deriva principalmente dall'orbitale {\displaystyle d_{xy}}, mentre le bande {\displaystyle \alpha } e {\displaystyle \beta } emergono dall'ibridazione degli orbitali {\displaystyle d_{xz}} e {\displaystyle d_{yz}}. A causa della bidimensionalità del rutenato di stronzio, la sua superficie di Fermi è costituita da tre fogli quasi bidimensionali con poca dispersione lungo l'asse {\displaystyle c} cristallino e il composto risultante è quasi magnetico.
Le prime proposte hanno suggerito che la superconduttività è dominante nella banda {\displaystyle \gamma }. In particolare, il parametro dell'ordine dell'onda {\displaystyle p} chirale nello spazio della quantità di moto mostra un avvolgimento di fase k-dipendente che è caratteristico della rottura della simmetria con inversione temporale. Si prevede che questo peculiare ordine di superconduttore a banda singola dia luogo a un'apprezzabile supercorrente spontanea ai margini del campione. Un tale effetto è strettamente associato alla topologia dell'Hamiltoniana che descrive il rutenato di stronzio nello stato superconduttore, che è caratterizzato da un numero Chern diverso da zero. Tuttavia, le sonde a scansione finora non sono riuscite a rilevare i campi di rottura della simmetria di inversione temporale previsti generati dalla supercorrente, poiché fuori di ordini di grandezza. Ciò ha portato alcuni a ipotizzare che la superconduttività derivi invece prevalentemente dalle bande {\displaystyle \alpha } e {\displaystyle \beta }. Un tale superconduttore a due bande, sebbene abbia un avvolgimento di fase k-dipendente nei suoi parametri di ordine sulle due bande rilevanti, è topologicamente banale con le due bande che presentano numeri Chern opposti. Pertanto, potrebbe eventualmente dare una supercorrente molto ridotta se non completamente annullata sul bordo. Tuttavia, questo ragionamento è stato successivamente ritenuto non del tutto corretto: l'entità della corrente di bordo non è direttamente correlata alla proprietà topologica dello stato chirale In particolare, sebbene ci si aspetti che la topologia non banale dia origine a stati di bordo chirali protetti, a causa dell'interruzione della simmetria {\displaystyle U(1)} la corrente di bordo non è una quantità protetta. In effetti, è stato dimostrato che la corrente di bordo svanisce in modo identico per qualsiasi stato di accoppiamento chirale con un momento angolare più elevato che presenta numeri Chern ancora più grandi.
La temperatura critica sembra aumentare sotto la compressione uniassiale che spinge la singolarità di van Hove dell'orbitale {\displaystyle d_{xy}} attraverso il livello di Fermi.
Nell'agosto 2021 sono state riportate prove per lo stato di singoletto dell'onda {\displaystyle p} come nei cuprati e nei superconduttori convenzionali, invece del presunto stato di tripletto dell'onda {\displaystyle p} più non convenzionale.